# El prestamista
El prestamista (The Pawnbroker) es una película dramática del año 1964 dirigida por Sidney Lumet y protagonizada por Rod Steiger, cuyo guion está basado en la novela homónima de Edward Lewis Wallant.
El prestamista fue la primera película estadounidense en tratar el Holocausto desde el punto de vista de un superviviente. Fue también una de las primeras películas hechas en Estados Unidos en mostrar escenas de desnudo durante la vigencia del Código Hays; y concretamente la primera que obtuvo la aprobación del Código pese a aparecer en ella pechos femeninos desnudos, lo que se presentó públicamente como una excepción singular, pero resultó ser en realidad el primero de una serie de similares desafíos al Código, que condujeron a su abandono pocos años después. Pese a esa aprobación, los distribuidores de la película suprimieron el plano de los pechos desnudos para su exhibición en EE. UU. fuera de las grandes ciudades, obteniendo así una rebaja de la calificación moral condenatoria que había adjudicado la Iglesia Católica a la película.
La película, que obtuvo éxito de crítica y público y reconocimiento internacional, sirvió también para lanzar la carrera de Rod Steiger. Aunque ya era reconocido como un actor «del método» altamente dotado y había sido incluso candidato al Óscar al mejor actor de reparto por su papel en La ley del silencio, su interpretación en El prestamista le ganó la aclamación de la crítica internacional y le permitió convertirse en actor de primer nivel en películas de gran presupuesto, después de que, para interpretar esta, tuvo que rebajar incluso sus honorarios habituales, lo que hizo por la confianza que tenía en Lumet, a cuyas órdenes había trabajado ya en una serie de televisión.

## Argumento
Con la llegada de Hitler al poder, Sol Nazerman, un profesor universitario judío alemán, fue arrojado con su familia a un campo de concentración, donde vio morir a sus dos hijos y a su esposa ser violada por oficiales nazis. Nazerman, sin embargo, sobrevivió, y ahora regenta una tienda de empeños en el Spanish Harlem. Ha perdido su fe en Dios, su confianza en la humanidad y toda capacidad de empatía; pretende preocuparse solo del dinero y carecer de emociones, pero es acosado por visiones del pasado en el campo de concentración.
Nazerman es admirado por su ayudante en la tienda, Jesús Ortiz, un puertorriqueño tosco y ambicioso pero sensible, que intenta penetrar la coraza que protege a su jefe, pero es rechazado por este de modo desabrido; como también son rechazadas las tentativas de aproximación que realiza Marilyn Birchfield, una trabajadora social del barrio.
Nazerman permite que Rodríguez, un gánster del barrio, utilice la tienda de empeños como tapadera para lavar dinero ilícito. Cuando descubre que Rodríguez obtiene su dinero de la prostitución, Nazerman recuerda la explotación sexual de su mujer en el campo y pretende negarse a seguir participando, lo que resulta en un enfrentamiento con el gánster, que le amenaza de muerte.
Mientras tanto, Ortiz, herido por el enésimo desplante de Nazerman, prepara por despecho el robo a la tienda de empeños por una pandilla del barrio. Durante el robo, Nazerman se niega a entregar su dinero, dispuesto a morir, por no decir deseoso. Pero Ortiz se interpone en la trayectoria de la bala destinada a Nazerman y muere en sus brazos. Nazerman, frustrado, se atraviesa la mano con la varilla metálica en que se clavan los recibos y vaga por las calles.

## Reparto
- Rod Steiger - Sol Nazerman
- Geraldine Fitzgerald - Marilyn Birchfield
- Brock Peters - Rodriguez
- Jaime Sánchez - Jesús Ortiz
- Thelma Oliver - Novia de Ortiz
- Marketa Kimbrell - Tessie
- Baruch Lumet - Mendel
- Juano Hernández - Mr. Smith
- Linda Geiser - Ruth Nazerman
- Nancy R. Pollock - Bertha
- Raymond St. Jacques - Tangee
- Morgan Freeman - Hombre en la calle (no figura en los créditos)

## Galardones y reconocimientos

El enemigo público está preservada en el archivo de la Biblioteca del Congreso.

Por su interpretación en esta película Steiger fue candidato en 1965 al Globo de Oro al mejor actor dramático (lo ganaría Peter O'Toole por su papel en Becket) y al Óscar al mejor actor (que ganó ese año Lee Marvin por La ingenua explosiva)). Obtuvo, en cambio, el Oso de Plata al mejor actor en el Festival Internacional de Cine de Berlín de 1964. En ese mismo festival la película fue candidata al Oso de Oro y obtuvo el Premio-Mención Honorífica de la FIPRESCI. Steiger obtuvo también por esta interpretación el premio de la BAFTA al mejor actor extranjero en un papel protagonista.
En 2008 The Pawnbroker fue seleccionada para su conservación en el National Film Registry por la Biblioteca del Congreso de los Estados Unidos, al considerarse como una película «significativa desde el punto de vista histórico, estético o cultural».
| Premio                              | Categoría                                 | Nominado/a                      | Resultado   | Ref.          |
| ----------------------------------- | ----------------------------------------- | ------------------------------- | ----------- | ------------- |
| Premios Oscar                       | Mejor Actor                               | Rod Steiger                     | Nominado    | [ 7 ]         |
| Festival de Cine de Berlín          | Oso de Oro                                | Sidney Lumet                    | Nominado    | [ 8 ]         |
| Festival de Cine de Berlín          | Oso de Plata al Mejor Actor               | Rod Steiger                     | Ganador     | [ 8 ]         |
| Festival de Cine de Berlín          | Premio FIPRESCI – Mención Honorífica      | Sidney Lumet                    | Ganador     | [ 8 ]         |
| Bodil Award                         | Mejor Película no europea                 | Sidney Lumet                    | Ganadora    | [ 9 ]         |
| Premios BAFTA                       | Mejor Actor Extranjero                    | Rod Steiger                     | Ganador     | [ 10 ] [ 11 ] |
| Premios BAFTA                       | United Nations Award                      | Sidney Lumet                    | Nominado    | [ 10 ] [ 11 ] |
| Directors Guild of America Awards   | Logro Destacado como Director en Película | Sidney Lumet                    | Nominado    | [ 12 ]        |
| Premios Globos de Oro               | Mejor Actor - Drama                       | Rod Steiger                     | Nominado    | [ 13 ]        |
| Laurel Award                        | Top Drama                                 | Top Drama                       | 4.º lugar   |               |
| Laurel Award                        | Top Interpetación Masculina de Diciembre  | Rod Steiger                     | Nominado    |               |
| National Film Preservation Board    | National Film Registry                    | National Film Registry          | Introducida | [ 14 ]        |
| New York Film Critics Circle Awards | Mejor Película                            | Mejor Película                  | Nominado    | [ 15 ]        |
| New York Film Critics Circle Awards | Mejor Actor                               | Rod Steiger                     | Nominado    | [ 15 ]        |
| Writers Guild of America Awards     | Mejor Guion de Drama Americano            | Morton S. Fine y David Friedkin | Ganadores   | [ 16 ]        |

## Galería

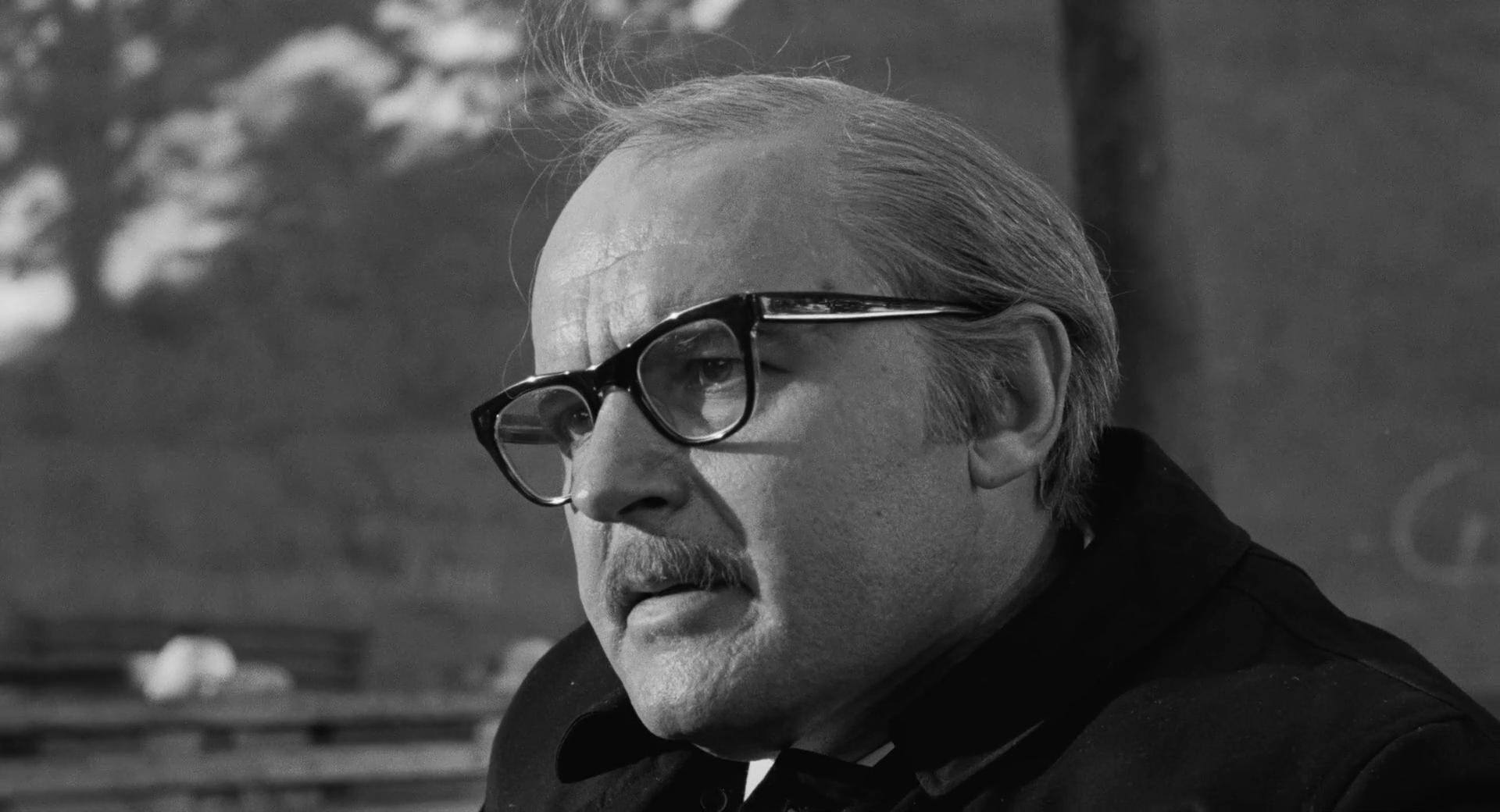
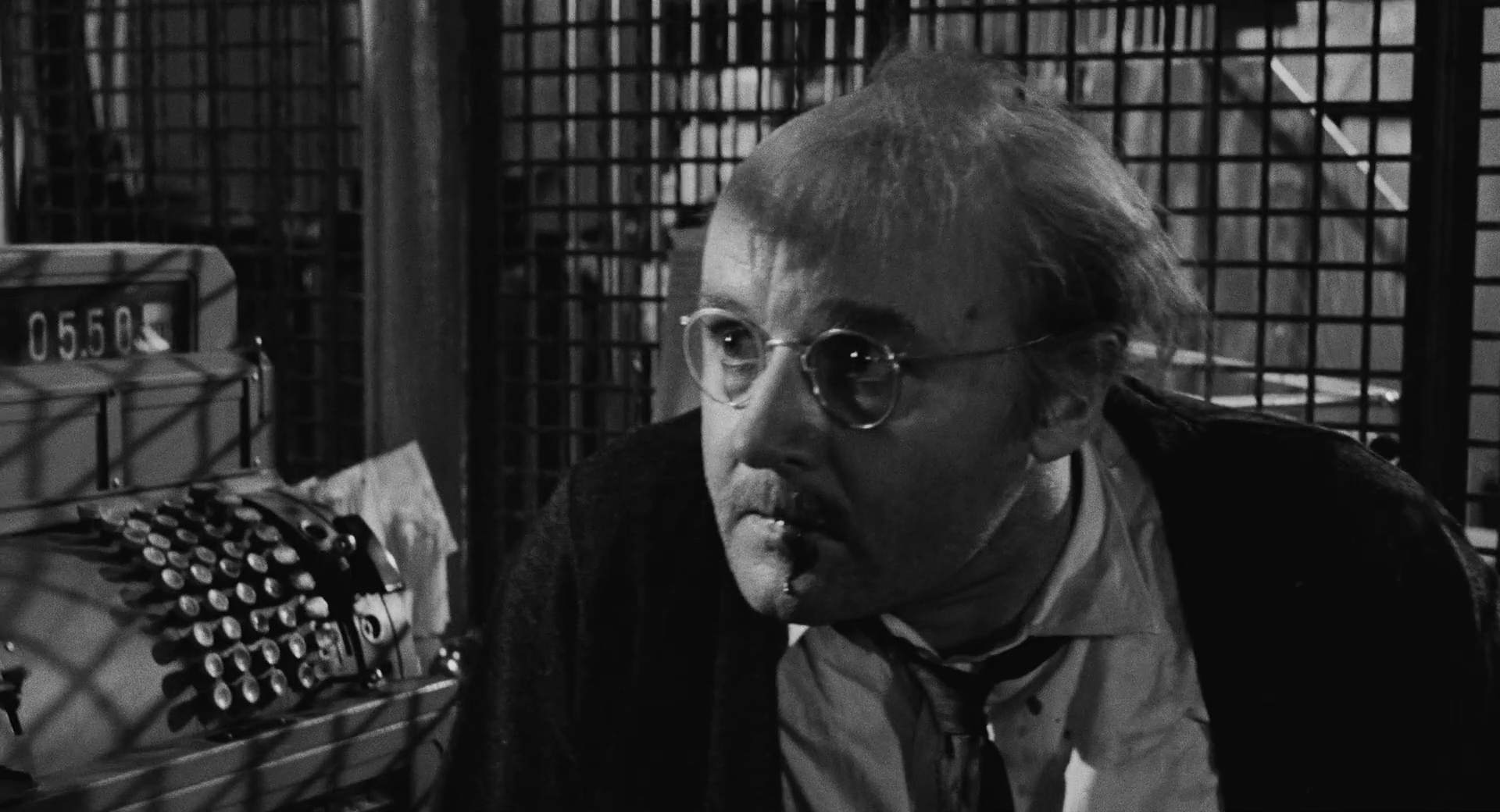
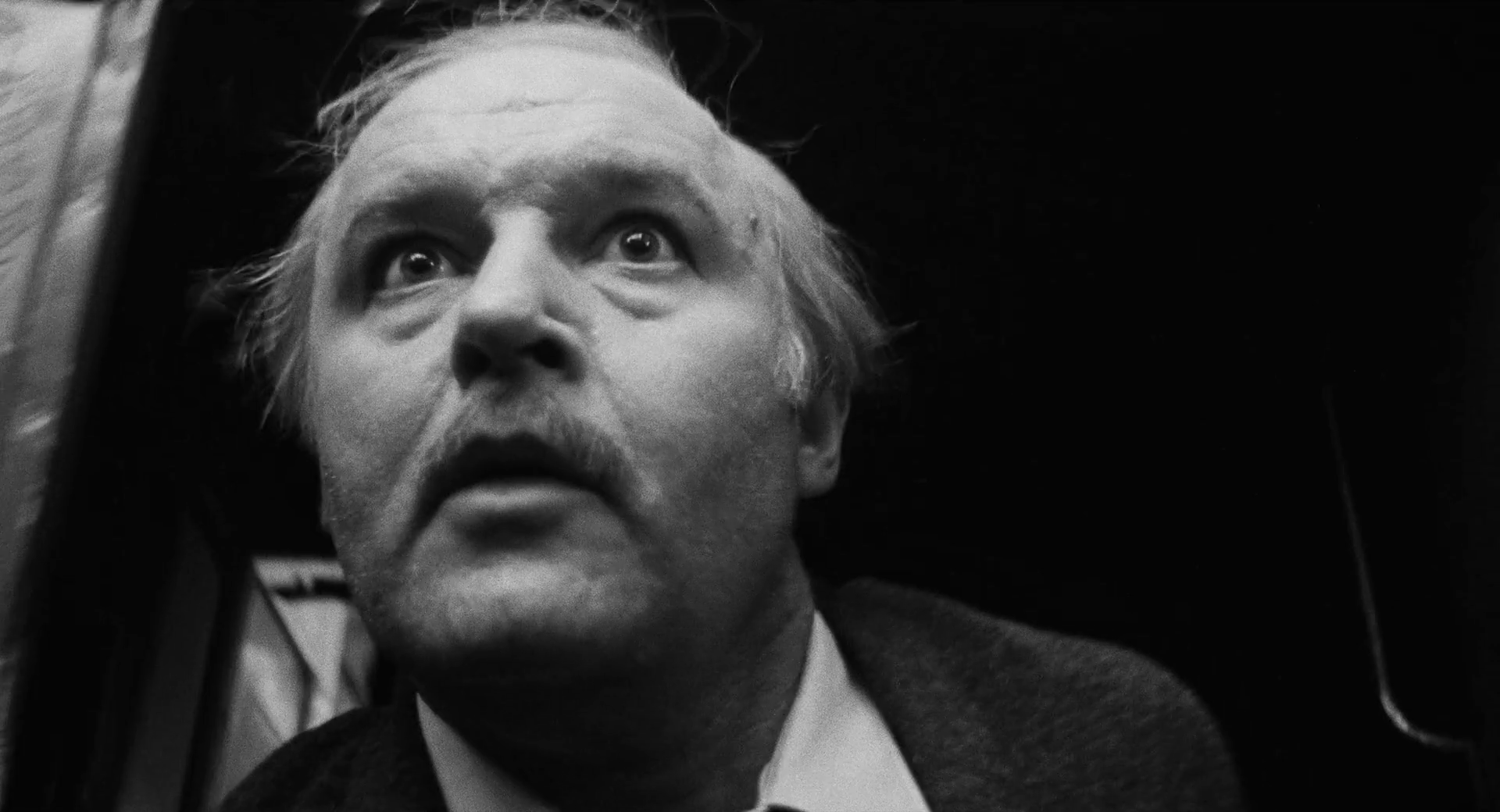
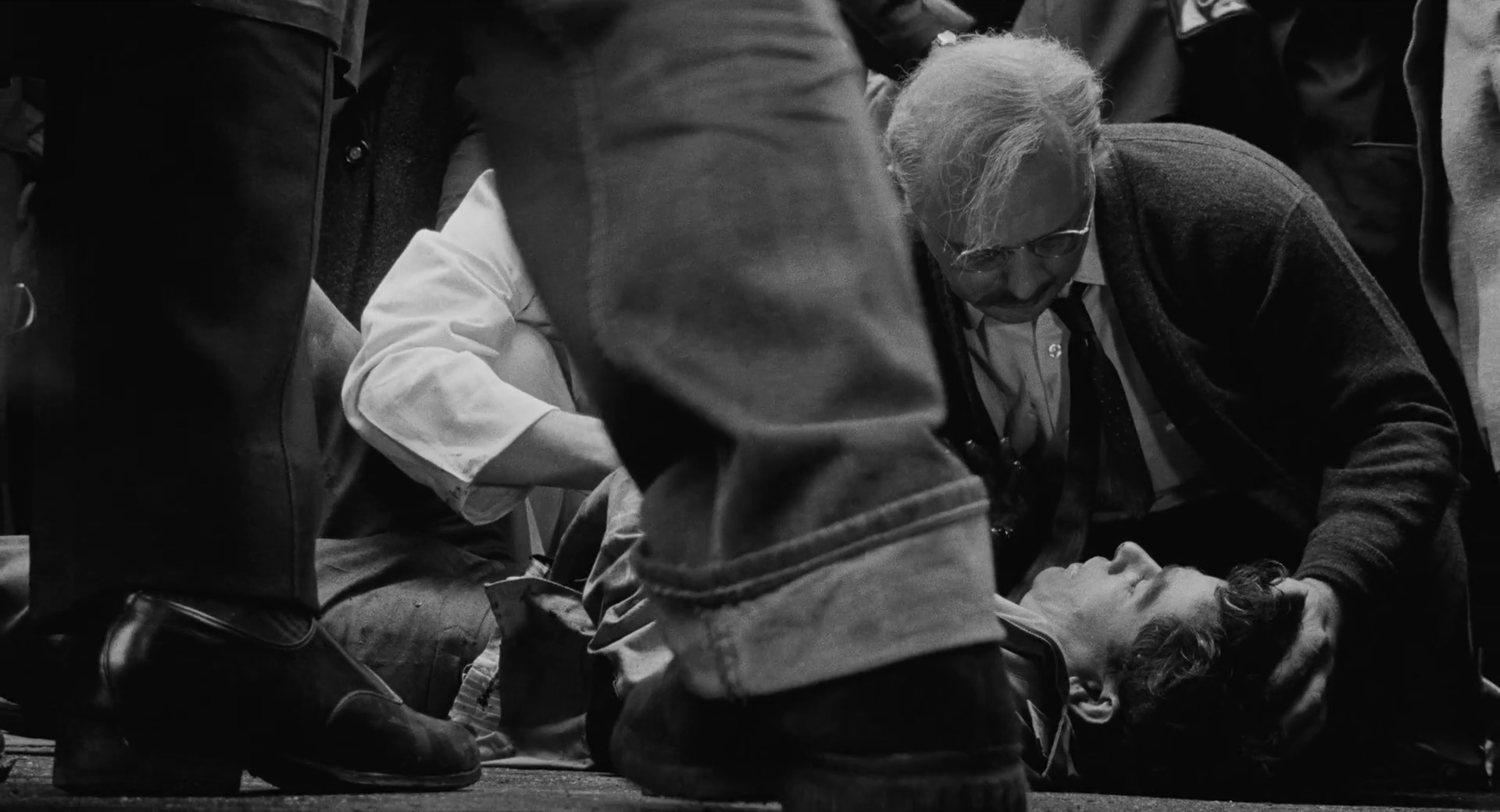